# پردیس ابوریحان دانشگاه تهران
دانشکده فناوری کشاورزی ابوریحان پاکدشت دانشگاه تهران با نام سابق دانشکدگان ابوریحان و پردیس ابوریحان، یکی از موسسات آموزشی – تحقیقاتی دانشگاه تهران واقع در شهر پاکدشت در جنوب شرقی استان تهران می‌باشد. این مجموعه به مساحت ۳۰ هکتار، شامل ۸ هکتار مزرعه تحقیقاتی – آموزشی است. در سال ۱۴۰۱ دانشکدگان ابوریحان با تجمیع در دانشکدگان کشاورزی و منابع طبیعی دانشگاه تهران تحت یک دانشکدگان فعالیت می‌نماید. در سال ۱۴۰۰ عناوین پردیس‌های فنی، هنر، ابوریحان، فارابی، کشاورزی و… که از آن دسته از مجموعه‌های دانشگاهی دانشگاه تهران هستند که پذیرای دانشجویان نوبت روزانه (آموزش رایگان) محسوب می‌شوند؛ همگی به «دانشکدگان» تغییر یافتند تا میان این مجموعه‌های دانشگاهی روزانه با پردیس‌های بین‌المللی و خودگردان (برای دانشجویان شهریه‌پرداز) دانشگاه تهران، تمایز ایجاد شود؛ لذا از آن تاریخ، پردیس ابوریحان نیز که مجموعه‌ای از دانشکده‌های دانشگاه تهران است؛ به دانشکدگان ابوریحان دانشگاه تهران تغییر نام یافت.

## تاریخچه
این پردیس در مهر ماه سال ۱۳۳۱ با نام «دانشسرای کشاورزی» فعالیت خود را شروع و سپس سیر تاریخی زیر را طی نموده‌است:
- تغییر نام به دانشسرای عالی سپاه دانش در مهرماه ۱۳۴۵: از این برهه فعالیت آموزشی در مقطع کاردانی و کارشناسی آغاز گردیده‌است.
- تغییر نام به دانشگاه سپاهیان انقلاب در سال ۱۳۵۳
- تغییر نام به دانشگاه ابوریحان بیرونی در سال ۱۳۵۷ که شامل دانشکده‌های علوم تربیتی، عمران روستایی، علوم بهسازی، ادبیات و علوم انسانی بود.
- تغییر نام به آموزشکده کشاورزی از شهریور ماه ۱۳۶۲: از این تاریخ، این مؤسسه تحت پوشش دانشگاه تهران قرار گرفته و در چهار رشته فنی کشاورزی، علوم دامی، علوم زراعی و عمران روستایی فعالیت داشته‌است.
- تغییر نام به مجتمع آموزش عالی ابوریحان در سال ۱۳۶۷ که دو دانشکده تحت پوشش این دانشکده تصویب و به فعالیت آموزشی پرداختند.
- از سال ۱۳۸۴ با تغییر نام به پردیس ابوریحان فعالیت‌های خود را در دوره‌های کارشناسی، کارشناسی ارشد و دکترا در زمینه علوم کشاورزی ادامه می‌دهد.
- در سال ۱۴۰۰ عناوین پردیس‌های فنی، هنر، ابوریحان، فارابی، کشاورزی و … که از آن دسته از مجموعه‌های دانشگاهی دانشگاه تهران هستند که پذیرای دانشجویان نوبت روزانه (آموزش رایگان) محسوب می‌شوند؛ همگی به «دانشکدگان» تغییر یافتند تا میان این مجموعه‌های دانشگاهی روزانه با پردیس‌های بین‌المللی و خودگردان (برای دانشجویان شهریه‌پرداز) دانشگاه تهران، تمایز ایجاد شود؛ لذا از آن تاریخ، پردیس ابوریحان نیز که مجموعه‌ای از دانشکده‌های دانشگاه تهران است؛ به دانشکدگان ابوریحان دانشگاه تهران تغییر نام یافت.[۳]

## گروه‌های آموزشی
- گروه فنی کشاورزی
- گروه باغبانی
- گروه علوم دام و طیور
- گروه مهندسی آب
- گروه علوم زراعی و اصلاح نباتات
- گروه حشره‌شناسی و بیماری‌های گیاهی
- گروه فناوری صنایع غذایی